# Siglo XII

El siglo XII d. C. (siglo doce después de Cristo) o siglo XII e. c. (siglo doce de la era común) comenzó el 1 de enero de 1101 y terminó el 31 de diciembre de 1200. Es llamado el «Siglo del Feudalismo».

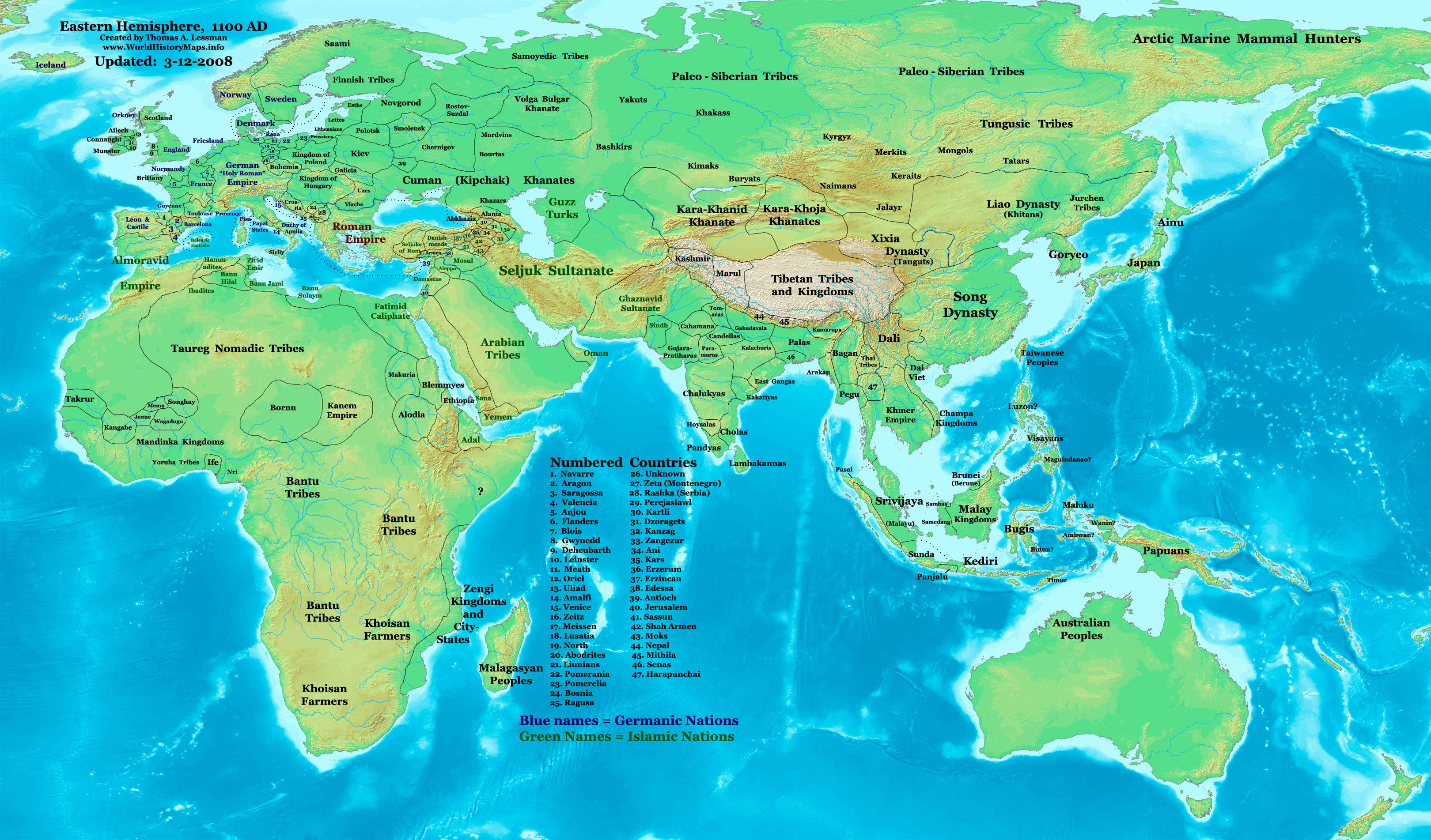
Mapa mundial (excepto América) en torno al año 1100.

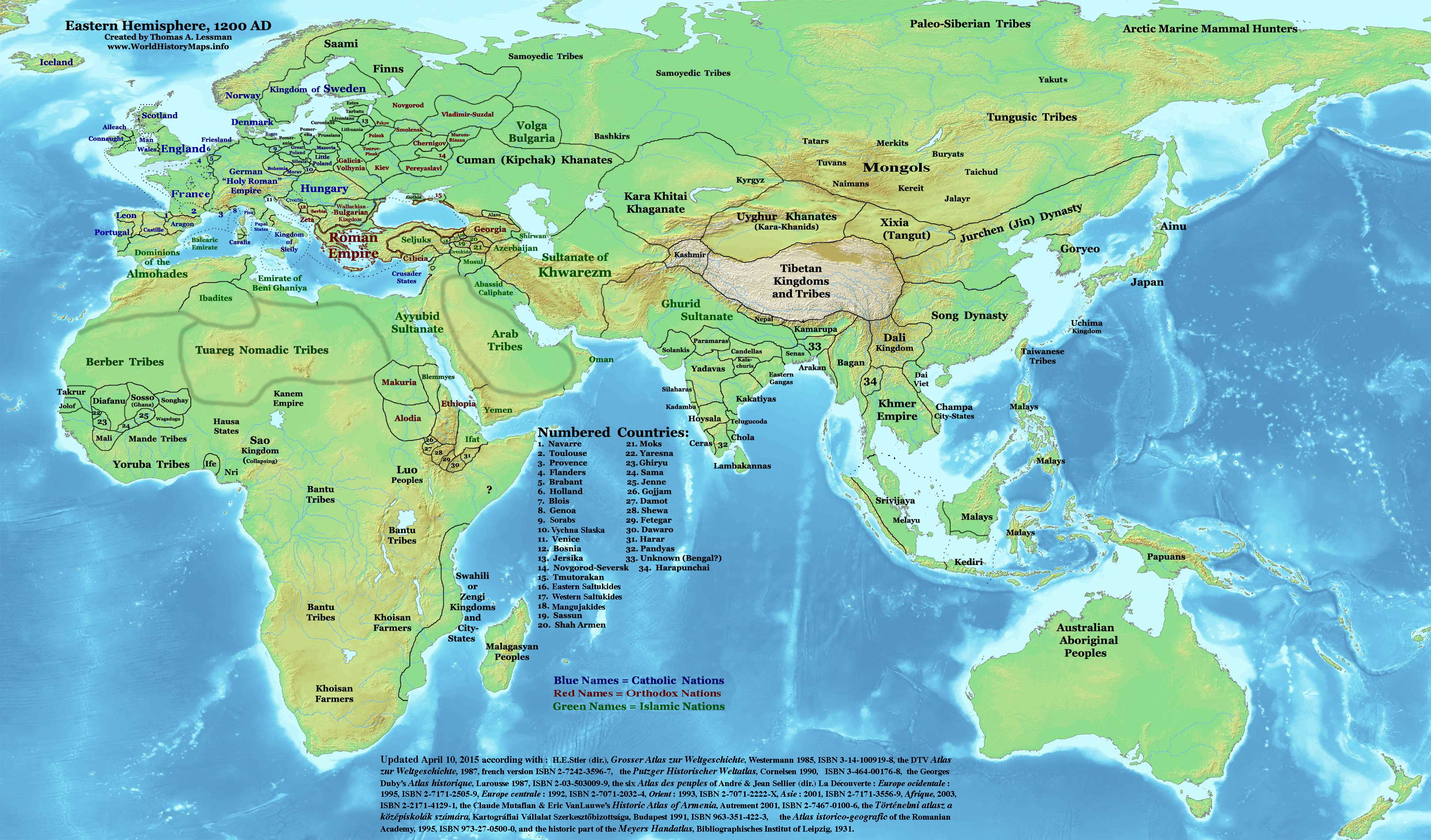
Mapa mundial (excepto América) en torno al año 1200.

En el siglo XII la sociedad religiosa fue el eje sobre el que giraron los acontecimientos más importantes en Europa. Tuvieron lugar la Segunda Cruzada y la Tercera Cruzada. La segunda cruzada fue un fracaso y la tercera tuvo un relativo éxito al tomar bajo poder cruzado las ciudades de San Juan de Acre, Jaffa y la isla de Chipre. La tercera destaca también por ser el enfrentamiento de tres de los mayores genios militares de la Edad Media, Ricardo I, rey de Inglaterra conocido como Ricardo Corazón de León, Federico Barbarroja, emperador del Sacro Imperio Romano Germánico y Saladino, sultán ayubí. La paz llegó en 1192, cuando Ricardo y Saladino pactaron que Jerusalén seguiría bajo control musulmán aunque se permitiría el libre acceso a los peregrinos cristianos.
En China, bajo la dinastía Song, una invasión de Jurchens causó un cisma político de norte y sur. El Imperio Jemer de Camboya floreció durante este siglo, mientras que el Califato fatimí de Egipto fue dominado por la dinastía ayubí. Siguiendo las expansiones de los Ghaznavidsy el Imperio Ghurid, las conquistas musulmanas en el subcontinente indio tuvieron lugar a finales de siglo.

## Acontecimientos relevantes

### Guerras y política
- 1102: el rey Colomán de Hungría unifica los países de Hungría y Croacia en la denominada  Reino de Hungría.
- 1108: por el Tratado de Devol, Antioquía se convierte en un estado vasallo del Imperio bizantino.
- 1109: Beltrán de Tolosa captura el Condado de Trípoli.
- 1111: el rey Enrique V marcha a Roma donde es coronado emperador por el papa.
- 1113: el rey Suryavarman II de Camboya expande el Imperio jemer y restablece las relaciones diplomáticas con China.
- 1118: el rey Alfonso I de Aragón, llamado el Batallador, reconquista la ciudad y reino taifa de Zaragoza a los invasores musulmanes establecidos en la península ibérica.
- 1118: el caballero francés Hugo de Payns (Champaña-Ardenas), que había participado en la Primera Cruzada (1096-1099) en la que se liberó Jerusalén, funda junto con otros ocho caballeros la Orden del Temple, orden religiosa cuya finalidad era la custodia de los Peregrinos y la guarda de los peligrosos caminos que conducían a los lugares de Peregrinación. La denominaron Orden de los Pobres Soldados de Cristo.
- 1120: el hijo de Enrique I de Inglaterra fallece en un accidente naval, creando una crisis de sucesión por la corona de Inglaterra.
- 1122: en la batalla de Beroia, el emperador Juan II Comneno aplasta a los pechenegos y estos quedan borrados del mapa.
- 1122: el rey David IV libera Tiflis de manos de los selyúcidas.
- 1125: los cruzados derrotan a los selyúcidas en la batalla de Azaz.
- 1127: la dinastía Song de China pierde el control del norte de Manchuria en favor del pueblo Yunchen.
- 1130: Rogelio II es coronado rey de Sicilia.
- 1135: el rey Alfonso VII de León se hace coronar Imperator totius Hispaniae (Emperador de toda España).
- 1139: los portugueses derrotan a los almorávides en la batalla de Ourique.
- 1141: acaba el conflicto entre la dinastía Jin y la dinastía Song.
- 1143: el Tratado de Zamora, firmado por Alfonso I de Portugal y Alfonso VII de León, reconoce la independencia de Portugal.
- 1145-1148: se produce la Segunda Cruzada.
- 1151: se firma el Tratado de Tudilén, entre el rey Alfonso VII de León y Ramón Berenguer IV de Barcelona.
- 1153: mediante el Tratado de Wallingford, el rey Esteban de Inglaterra reconoce al hijo de su esposa, Enrique de Anjou y lo nombra su heredero.
- 1154: es coronado rey Enrique II de Inglaterra, se inicia la dinastía Plantagenet.
- 1158: se firma el Tratado de Sahagún entre los reyes Fernando II de León y Sancho III de Castilla.
- 1162: Nacimiento de Gengis Kan.
- 1169: los normandos invaden Irlanda.
- 1170: se firma el Tratado de Sahagún entre los reyes Alfonso VIII de Castilla y Alfonso II de Aragón.
- 1171: Saladino depone al último califa fatimí, iniciando la dinastía ayubí.
- 1173: Conversión de Pedro Valdo, considerado el fundador del movimiento valdense, que surge, a partir del movimiento de los Pobres de Lyon.
- 1176: los selyúcidas derrotan a los bizantinos en la batalla de Miriocéfalo.
- 1176: Federico I Barbarroja se enfrentó contra la Liga Lombarda en la región septentrional de Milán en la Batalla de Legnano.
- 1177: se firma la Paz de Venecia entre el papado y el rey Federico I Barbarroja.
- 1179: se firma el Tratado de Cazola entre los reyes Alfonso II de Aragón y Alfonso VIII de Castilla.
- 1180-1185: se producen las Guerras Genpei en Japón.
- 1182: se producen revueltas en Constantinopla que acaban en una masacre de latinos, se proclama a Andrónico I Comneno coemperador.
- 1183: se establece la Paz de Constanza entre el emperador alemán Federico I Barbarroja y la Liga Lombarda.
- 1185: el emperador bizantino Andrónico I Comneno es brutalmente ejecutado, siendo sucedido por Isaac II Ángelo, dando fin a la dinastía Comneno.
- 1187: Saladino derrota de manera decisiva a los cruzados en la batalla de Hattin.
- 1188: Alfonso IX de León convoca las Cortes de León con los representantes de las ciudades. Considerándose el testimonio documental más antiguo del parlamentarismo europeo.
- 1189-1192: estalla la Tercera Cruzada, en un nuevo intento de los reinos cristianos de recuperar Tierra Santa de manos de los musulmanes.
- 1191: Ricardo Corazón de León vence a Saladino en la batalla de Arsuf.
- 1192: Las Cortes Catalanas son convocadas con participación de representantes civiles.
- 1192: Conrado de Montferrato es elegido rey de Jerusalén, solo para ser asesinado pocos días después.
- 1192: los cruzados del rey Ricardo I toman la ciudad de Jaffa.
- 1192: se firma el Tratado de Ramla entre Ricardo y Saladino; Jerusalén permanece bajo control musulmán pero se permite el acceso a peregrinos cristianos.
- 1200: colapsa la cultura tolteca.

### Desastres
- 1138: se produce un terremoto en la ciudad de Alepo que devasta el norte de Siria.

### Religión
- 1103: el rey David IV de Georgia convoca un concilio para organizar la Iglesia ortodoxa y apostólica georgiana.
- 1113-1150: finaliza la construcción del templo de Angkor Wat en la moderna Camboya.
- 1122: se organiza el Concordato de Worms donde el emperador Enrique V y el papa Calixto II firman un acuerdo que acaba con la Querella de las investiduras.
- 1130-1138: se produce un cisma papal, entre el papa Inocencio II contra el antipapa Anacleto II.
- 1139: se celebra el Segundo Concilio de Letrán para tratar el cisma del antipapa Anacleto II.
- 1193: el papa Inocencio III invita al rey Kaloyan de Bulgaria a unirse a la Iglesia católica.

### Cultura

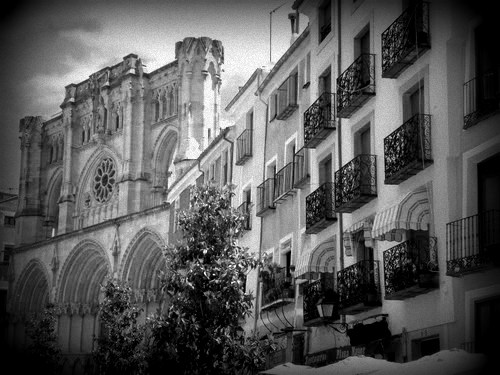
Catedral de Santa María y San Julián de Cuenca, Cuenca (España) Siglo XII.

- 1104: se comienza a construir el Arsenal de Venecia.
- 1106: se finaliza la construcción del monasterio de Gelati, en Georgia.
- 1142-1143: Robert de Ketton traduce el Corán del árabe al latín en el norte de la península ibérica.
- 1119: se funda la Orden de los Caballeros Templarios.
- 1185: se funda la escuela-catedral de Lund, en Suecia, la escuela más antigua del norte de Europa.

## Personas relevantes

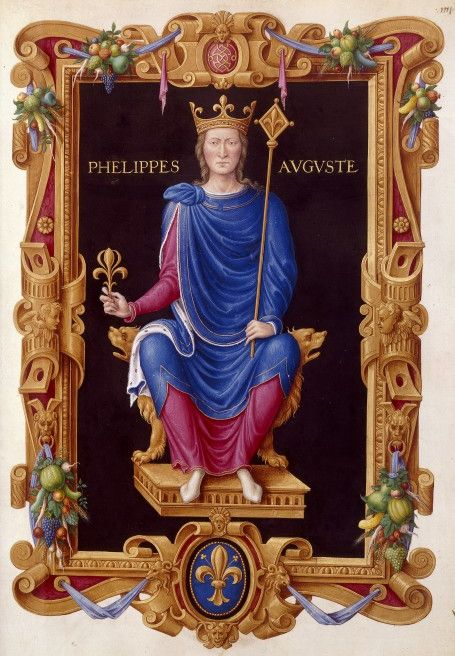
Felipe Augusto, rey de Francia de la dinastía Capeto.

Temujin, también conocido como Gengis Kan.

- Adriano IV (1100-1159): papa de Roma, único papa de la historia de origen inglés.
- Alfonso I de Portugal (1109-1185): primer rey de Portugal.
- Alfonso VII de León (1105-1157):  Imperator totius Hispaniae (Emperador de toda España).
- Andrónico I Comneno (1118-1185): último emperador bizantino de la dinastía Comneno.
- Arturo I de Bretaña (1187-1203): duque de Bretaña y pretendiente al trono de Inglaterra.
- Averroes (1126-1198): médico y filósofo andalusí.
- Balduino I de Jerusalén (?-1118): caudillo de la Primera Cruzada y primer rey de Jerusalén.
- Balduino IV de Jerusalén (1161-1185): rey de Jerusalén, apodado «El Leproso».
- Bernardo de Clairvaux (1090-1153): monje cisterciense francés.
- Bhaskara II (1114-1185): matemático y astrónomo hindú.
- Calixto II (1050-1124): papa de Roma, convocó el Primer Concilio de Letrán.
- Colomán de Hungría (1070-1116): rey de Hungría y Croacia.
- David I de Escocia (1083-1153): santo y rey de Escocia.
- David IV de Georgia (1073-1125): rey de Georgia, expulsó a los turcos selyúcidas de su país.
- Elredo de Rieval (1110-1167): teólogo y escritor inglés, monje cisterciense.
- Enrique I de Inglaterra (1068/1069-1135): rey de Inglaterra, hijo de Guillermo el Conquistador.
- Enrique II de Inglaterra (1133-1189): rey de Inglaterra y primer rey de la dinastía Plantagenet.
- Esteban Nemanja (1113-1199): gobernador de Serbia, fundador de la dinastía Nemanjić.
- Eustacio de Tesalónica (1110-1198): santo y escritor, arzobispo de Tesalónica.
- Federico I Barbarroja (1122-1190): emperador del Sacro Imperio Romano Germánico.
- Felipe Augusto (1165-1223): rey de Francia.
- Félix de Valois (1127-1212): santo y fundador de la orden de la Santísima Trinidad.
- Francisco de Asís (1182-1226): santo, fundador de la orden de los franciscanos.
- Gengis Kan (1162-1227): fundador del Imperio mongol.
- Guillermo I de Escocia (1142/1143-1214): rey de Escocia, segundo reinado más largo de Escocia.
- Hildegarda de Bingen (1098-1179): abadesa, mística, médica, profesora y escritora alemana.
- Inocencio III (1161-1216): papa de Roma, convocó el Cuarto Concilio de Letrán.
- Isaac II Ángelo (1156-1204): emperador bizantino, fundador de la dinastía de los Ángeles.
- Juan II Comneno (1087-1143): emperador bizantino, considerado el mejor emperador de la dinastía Comneno.
- Juan de Mata (1150-1213): santo francés, cofundador de la Orden Trinitaria.
- Kaloyan de Bulgaria (1168/1169-1207): rey de Bulgaria.
- Leonor de Aquitania (1122-1204): duquesa de Aquitania, reina consorte de Francia e Inglaterra.
- Luis VII de Francia (1120-1180): rey de Francia, padre de Felipe Augusto.
- Maimónides (1135-1204): médico, filósofo y teólogo hebreo de origen andalusí.
- Minamoto no Yoritomo (1147-1199): fundador del shogunato Kamakura.
- Omar Jayam (1048-1131): matemático, poeta y astrónomo persa.
- Pedro Abelardo (1079-1142): filósofo francés....
- Pedro Nolasco (1189-1245): fraile español, fundador de la Orden de la Merced.
- Pedro Valdo (1140 ? - 1217) predicador itinerante, uno de los precursores de la Reforma Protestante. Impulsó el movimiento cristiano de los Pobres de Lyon, también conocidos como valdenses.
- Raimundo de Fitero (?-1163): santo, fundador de la Orden de Calatrava.
- Ricardo I de Inglaterra (1157-1199): rey de Inglaterra. Conocido con el apodo de Ricardo Corazón de León.
- Roberto II de Normandía (1051/1054-1134): duque de Normandía y pretendiente al trono de Inglaterra.
- Rogelio II de Sicilia (1095-1154): rey de Sicilia y duque de Apulia.
- Saladino (1138-1193): sultán de Egipto y Siria, famoso por luchar contra los cruzados.
- Sava de Serbia (1175/1176-1235/1236): santo y primer arzobispo de Serbia.
- Suryavarman II (?-1145/1150): rey del Imperio jemer, bajo su reinado se construyó el templo de Angkor Wat.
- Tomás Becket (1118-1170): santo y mártir, arzobispo de Canterbury.
- Urraca I de León (1081-1126): primera reina titular de la Historia de España.
- Valdemar I el Grande (1131-1182): rey de Dinamarca.
- Vladímir II Monómaco (1053-1125): príncipe de Kiev.
- Zhu Xi (1130-1200): erudito y filósofo chino.